# 노푸
환경주의(Environmentalism)와 관계가 깊은 일명 "No Poo(노푸)"는 사회적으로 표준이 되어왔던 잦은 샴푸(Shampoo) 사용을 거부하는 사람들로 이루어진 운동이다. "노푸"의 지지자들은 머리를 감는데에 베이킹 소다나 식초를 사용한다. 경우에 따라, 다른 것들은 사용하지 않고 오직 헤어 컨디셔너(Hair conditioner)로만 머리를 헹구는 이들도 있다.

## 배경
1970년대에, 당시 유명 여배우들을 내세운 샴푸 광고들은 일주일에 수차례 샴푸로 머리를 헹구지 않으면 건강에 좋지 않다고 주장했다. 이 주장은 하루 이틀 샴푸질을 하지 않았을 때의 기름진 느낌을 통해 더욱더 힘을 얻었다. 하지만 이것은 옳은 말이 아니다. 샴푸질을 할 때 샴푸는 두피 각질이 만들어내는 피지를 제거하는데, 이것은 피지선이 제거된 피지를 원상복구하기 위해 더 많은 피지를 분비하게 한다. 한 마디로, 기름을 없애기 위해 샴푸 사용을 늘리면 그 역효과로 기름 분비가 더 촉진된다는 것이다. 이것이 몇몇 이들이 "노푸(No Poo)"운동을 지속하는 이유이다. 

## 같이 보기
- 샴푸(Shampoo)
- 머리카락